# Proces van Impe’a
Proces van Impe’a – metoda otrzymywania tetrafluroku uranu polegająca na fluorowaniu ditlenku uranu wodorodifluorkiem amonu (NH4HF2).
Całość procesu polega na rozkładzie nadtlenku uranylu do tritlenku uranu poprzez ogrzewanie (250 °C). Otrzymany tritlenek uranu redukuje się wodorem w temperaturze 600 °C do ditlenku uranu. Następnie fluoruje się go za pomocą NH4HF2 w temperaturze 150 °C przez osiem godzin. Produktem reakcji jest NH4UF5, którą to sól rozkłada się poprzez dalsze ogrzewanie aż do uzyskania UF4.